# Верона
Веро́на (итал. Verona МФА: [veˈroːna]о файле, вен. Veròna) — город на севере Италии, в области Венето, административный центр одноимённой провинции. Расположен на реке Адидже. Население на 2021 год составляет 257 тысяч человек. Исторические памятники и экономическое значение города связаны с его историей и географическим положением на пересечении торговых путей. Это важный транспортный узел на пути из Венеции в Милан и из Паданской низменности в Австрию, через горный перевал Бреннер.
Верона пользуется популярностью у туристов со всего мира. Посещаемость города за 2018 год составила более 2 миллионов. Туристов привлекают памятники архитектуры и культурные мероприятия, среди них — ежегодный летний оперный фестиваль, проходящий в римском амфитеатре Арена-ди-Верона. 21 мая празднуется день города.
Покровителями города являются святые Зенон Веронский и Пётр Веронский, празднование 21 мая.

## История
На территории современной Вероны люди с доисторических времён селились в нескольких населённых пунктах вдоль реки Адидже. Сегодня учёные спорят о том, когда было основано первое поселение в районе: скорее всего, при императоре Домициане. Среди других предположений — происхождение города от этрусских поселений и, наконец, гипотеза о том, что город был основан местным народом эвганеями.
Период расцвета города начался с момента присуждения Вероне статуса римской колонии в 89 году до н. э. Римляне построили монументальные здания, некоторые из которых дошли до наших дней. В III веке н. э. город использовали как военную базу для защиты от варваров. Город впоследствии был расширен и укреплён по приказу императора Галлиена, который продлил городские стены. В 403 году под Вероной потерпел поражение вождь готов Аларих во время своего первого нашествия на Италию.
V—XII века были бурным периодом в истории Вероны: захватившие Италию готы были в VI веке разбиты византийцами, которых, в свою очередь, вытеснили лангобарды. В 774 году в Вероне франками Карла Великого был побеждён последний король лангобардов Дезидерий, что знаменовало конец Лангобардского королевства.
С тех пор на протяжении ещё нескольких войн город использовался в качестве крепости. Доминировал в нём сначала род Романо, затем город перешёл в руки семьи делла Скала (1262), которая значительно расширила город и его окружение. С 1387 года Верона стала принадлежать Висконти, затем Каррара и, наконец, с 1405 года, — Венеции. Под властью Венеции прошли почти четыре века относительного спокойствия, с кратким, но кровавым перерывом (1509—1516) во время Войны Камбрейской лиги, когда город был занят имперскими войсками.
В 1796 году город был взят наполеоновской армией и в 1797-м по Кампоформийскому миру отошёл к Австрии. По Люневильскому миру (1801) Верона была поделена на две части: на правом берегу Адидже — французская часть, на левом — австрийская. Так продолжалось до 1805 года, когда весь город снова перешёл под власть Франции.
По решению Венского конгресса (1815), город Верона передавался Австрии и оставался в её составе до 1866 года. Для Габсбургов город представлял ключевой военный объект, который должен был выступать в качестве буфера при нападении из Пьемонта. Под власть итальянского правительства город перешёл 16 октября 1866 при захвате области Венеция во время Третьей войны за независимость Италии.
В 1882 году в Вероне произошло наводнение — река Адидже вышла из берегов и затопила значительную часть города. В последующие годы, чтобы защитить город от подобных событий, были построены укреплённые берега.
Во время Второй мировой войны Верона подверглась воздушным бомбардировкам, от которых сильно пострадала. В 1944 году в Вероне проходил судебный процесс против Чиано и ряда других деятелей фашистского режима, участвовавших в отстранении Муссолини от власти.
В послевоенный период, после вступления Италии в НАТО, в Вероне разместилось Командование Объединённых вооружённых сил НАТО в Южной Европе (FTASE). Сильное военное присутствие США ощущалось в городе вплоть до окончания Холодной войны.
Сегодня Верона привлекает большое количество туристов благодаря своей тысячелетней истории, где древнеримское прошлое сосуществует рядом со средневековой Вероной эпохи Скалигеров.

### Стены вокруг города
Стены Вероны, возведённые во времена господства Габсбургов, по-прежнему существуют. В городе можно выделить исторический средневековый центр, — округа Веронетта и Сан-Дзено целиком состоят из зданий средневековой эпохи, в центре есть и более поздние сооружения (эпохи Ренессанса, восемнадцатого и девятнадцатого веков), в некоторых районах стены вилл и дворцов выстроены в стиле барокко, далее следуют промышленные зоны Борго Рома, возникшие на рубеже девятнадцатого и двадцатого веков, и, наконец, современный город.
Защитные стены города перестраивались в разное время:
- в некоторых местах до сих пор видны стены римской империи, от которых остались лишь руины. Сохранились античные городские ворота — Порта Борсари и Порта Леони;
- от моста Алеарди в сторону центра идёт хорошо сохранившаяся стена XIII века с тремя башнями, наиболее известной из которых является башня Пентагона и Портони дела Бра, ведущие на главную площадь города — Пьяцца Бра;
- на холме Святого Петра остаются стены, построенные семейством Делла Скала. Здесь сохранилось больше пятнадцати башен;
- набережные от наружной стены, построенные венецианцами, а также некоторые бастионы;
- стены, форты и валы, построенные австрийцами, время почти не тронуло.

Во время римского господства в Вероне были построены две стены эпохи поздней Республики и, менее известные, но более сохранившиеся стены Галлиена, построенные по приказу императора в 265 году для защиты города от Алеани. Республиканская стена была длиной свыше 900 метров.
В одиннадцатом столетии были расширены стены на холме к востоку, чтобы лучше защищать город. В период между 1194 и 1224 годами муниципалитет построил стены к югу от города, вдоль естественного углубления, которое затем использовалось в качестве рва.
Стены к северу от Вероны, построенные делла Скала, были укреплены, их длина увеличена, и дополнительно было выстроено несколько башен. Вскоре после этого были предприняты большие усилия по усилению обороны: северную часть усилили двадцатью четырьмя башнями и четырьмя воротами, и, почти одновременно, расширили стены на юге.
В период между 1509 и 1517 годами Верона принадлежала Максимилиану I, но, по возвращении, венецианцы решили возобновить строительство стен Вероны. Первые работы начались в 1523 году, причём были переделаны южные стены Скала, добавлено несколько бастионов. В середине XVI века над строительством оборонительных укреплений города работал Санмикели, он возвёл Порта Нуова и Порта Палио.
С прибытием австрийских войск в начале девятнадцатого века стены неоднократно перестраивались. С 1830 по 1840 год восстановлены ветхие участки и построено много новых.
После Первой войны за независимость Италии (1848—1849 годы) система укреплений стала ещё более сложной, особенно на западной стороне. За пятьдесят лет господства австрийцы построили арсенал Франца-Иосифа I, ж/д станция Порта Епископа, монументальные кладбища и несколько других зданий.
До этого художественный облик города был скрыт между защитными крепостными стенами, но с приходом нового века и индустриализации Верона медленно начала терять свою роль как крепость. После Второй мировой войны в нескольких округах приступили к реконструкции города, стараясь сохранить исторически значимые здания и строения.

## География
Город располагается на высоте около 59 м над уровнем моря, лежит на берегах реки Адидже в 30 километрах к востоку от озера Гарда. Из-за близости реки город часто страдал от наводнений, вплоть до крупнейшего наводнения в сентябре 1882 года, разрушившего большую часть мостов и плавающих мельниц. Городская администрация приняла меры по расширению русла реки и укреплению берегов, что обезопасило город от наводнений. В дополнение, в 1956 году был построен тоннель Мори-Торболе, в случае возникновения опасности наводнений пропускающий 500 кубометров воды в секунду из реки Адидже в озеро Гарда. Тоннель сократил риск наводнения от одного раза в семьдесят лет до одного раза в два столетия.
В древнеримские времена город был узловым центром транспортной системы северо-востока страны, где пересекались четыре дороги: Gallica, Claudia Augusta, Vicum Veronensium и Postumia. Сегодня Верона также является важным географическим узлом — автомобильных и железнодорожных путей.
По шкале сейсмической опасности Верона классифицируется в зоне 3 (или низкой сейсмичности).

### Административное деление
В окрестностях Вероны довольно долго были расположены пригородные деревни, которые в настоящее время включены в состав города в результате урбанизации и демографического роста за последние пятьдесят лет.
Город подразделён на 8 административных округов, которые в свою очередь, разделены на 23 городских района:
1-й округ
1. Читта Антика (Старый Город)

2. Читтаделла

3. Сан Дзено

4. Веронетта
2-й округ
10. Борго Тренто

11. Вальдонега

18. Мост Кренкано

30. Авеза 

38. Парона

39. Квиндзано
3-й округ
16. Борго Милано (в который включены также Кьево и Саваль)

37. Сан Массимо
4-й округ
15. Санта Лючия

17. Голозине
5-й округ
14. Борго Рома

36. Кадидавид
6-й округ
12. Борго Венеция (в который включён также и Борго Триесте)
7-й округ
13. Порто Сан Панкрацио

35. Сан Микеле
8-й округ
31. Куинто

32. Санта Мария ин Стелле

33. Миццоле

34. Монторио

### Климат
Климат Вероны варьируется в значительной мере в течение года из-за находящегося рядом озера Гарда, чья влажность и температура, как правило, довольно высоки. Именно высокая влажность воздуха зимой является причиной частых туманов, происходящие в основном с заходом солнца до позднего утра. Средняя температура июля выше 23 °C, а средняя температура января составляет около 2 °C.
Основная масса осадков сосредоточена в период с конца апреля и до начала июня и в период с октября и до начала ноября, с пиком в августе. Зимнее время, с конца ноября до марта, является менее дождливым, в среднем чуть более 50 мм осадков в месяц.
| Показатель                    | Янв. | Фев. | Март | Апр. | Май  | Июнь | Июль | Авг. | Сен. | Окт. | Нояб. | Дек. | Год   |
| ----------------------------- | ---- | ---- | ---- | ---- | ---- | ---- | ---- | ---- | ---- | ---- | ----- | ---- | ----- |
| Абсолютный максимум, °C       | 14   | 20   | 21   | 27   | 31   | 34   | 36   | 35   | 33   | 26   | 18    | 14   | 36    |
| Средний суточный максимум, °C | 5,2  | 8,5  | 13,0 | 17,3 | 22,3 | 26,2 | 28,9 | 28,1 | 24,4 | 18,4 | 11,1  | 6,0  | 17,5  |
| Средняя температура, °C       | 2    | 3    | 8    | 13   | 17   | 21   | 23   | 23   | 19   | 13   | 7     | 3    | 13    |
| Средний суточный минимум, °C  | −2   | 0,1  | 3,4  | 7,0  | 11,4 | 15,2 | 17,7 | 17,2 | 13,7 | 8,4  | 3,4   | −1,2 | 7,9   |
| Абсолютный минимум, °C        | −10  | −7   | −2   | 0    | 2    | 8    | 11   | 11   | 7    | −2   | −7    | −7   | −10   |
| Норма осадков, мм             | 54,5 | 47,8 | 57,8 | 68,8 | 85,4 | 86,2 | 61,5 | 87,5 | 62,6 | 81,5 | 75,3  | 50,6 | 819,5 |
| Источник: meteoAM Weatherbase |      |      |      |      |      |      |      |      |      |      |       |      |       |

### Демография
Согласно исследованиям в I веке нашей эры в Вероне проживало около 25 000 жителей. В течение первого тысячелетия городское население уменьшилось до 10 000 жителей. Точные данные о численности населения впервые появились в 1472 году. Количество жителей Вероны постоянно колебалось: основными факторами снижения населения являлись климатические катаклизмы, болезни, экономические кризисы и войны.
Конец Второй мировой войны совпал с демографическом ростом, продолжавшимся вплоть до 1971 года, когда численность населения Вероны достигла рекордных цифр и составила 266 205 человек. Начиная с 1971 года городское население сокращалось, составив к 2001 году 253 208 человек.
Благодаря миграционным волнам из иностранных государств, в настоящее время население города постепенно растёт.
Эмиграция
Как и во многие города северной Италии, в начале XXI века в город переехали на постоянное место жительства граждане других государств. Связано это преимущественно с лучшим качеством жизни в северной части Италии, чем на родинах эмигрирующих граждан.
Согласно исследованиям ISTAT на 31 декабря 2019 года в Вероне проживают:
- 9559 выходцев из Румынии
- 7500 выходцев из Шри-Ланки
- 2965 выходцев из Молдовы
- 2052 выходца из Нигерии
- 1885 выходцев из Китая
- 1665 выходцев из Албании
- 1607 выходцев из Марокко
- 943 выходца из Индии
- 807 выходцев из Пакистана
- 803 выходца из Ганы

## Культура
Город славится древнеримскими (Арена ди Верона, Арка Гави, Порта Борсари, Римский театр) и средневековыми архитектурными памятниками (Кастельвеккьо, арки Скалигеров), многочисленными романскими и готическими церквями, дворцами эпохи Возрождения, музеями, консерваторией «Evaristo Felice dall’Abaco», а также университетом. Недалеко от Вероны стоит Вилла «Подсолнух», поворачивающаяся за солнцем.
В Вероне происходит действие пьесы Шекспира «Ромео и Джульетта». Туристам показывают так называемые дом Джульетты с её балконом и дом Ромео, гробницу Джульетты, хотя с персонажами пьесы эти здания исторически не имеют ничего общего.
В 2000 году Верона была включена в число объектов Всемирного наследия ЮНЕСКО.
- Веронский вид
- Пьяцца делле Эрбе
- Кафедральный собор Вероны
- Понте Пьетра и Сан-Джорджо-ин-Браида
- Арки Скалигеров
- Сад Джусто
- Площадь Синьории
- Санта Анастасия. Вид от Понте Пьетра
- Балкон Джульетты

Церкви
- Сан-Дзено Маджоре (V—XII века);
- Санта Мария Антика (VII—XII века);
- Сан-Лоренцо (VIII век);
- Санта-Мария-ин-Органо (VIII век);
- Сан-Фермо-Маджоре (VIII—XIV века);
- Сан-Джорджо-ин-Браида (XI век);
- Сан-Джованни ин Фонте (XII век);
- Санта Эуфемия (XII век);
- Кафедральный собор (XII век);
- Сан-Джованни-ин-Валле (первая половина XII века);
- Санта Анастасия (XIII—XV века);
- Сант-Назаро-э-Чельсо (1464—1483 года);
- Святилище Лурдской Божией Матери (XII век — 1838 год, см. также Богоматерь Лурдская).

Музеи
- Археологический музей
- Галерея современного искусства
- Городской музей Кастельвеккьо
- Музей-лапидарий Маффеи — большое собрание античных памятников
- Музей природоведения
- Капитолийская библиотека Вероны

## Экономика
Верона является транспортным узлом на подступах к перевалу Бреннер в Альпах, функционирует Международный аэропорт Верона-Виллафранка. В городе действуют предприятия металлургической, машиностроительной, химической, лёгкой, деревообрабатывающей, полиграфической и пищевой промышленности, промышленности стройматериалов.
В Вероне ежегодно проводится сельскохозяйственная ярмарка.
Важную роль осуществляет Выставочный Центр Вероны.

### Транспорт
Верона является узлом пересечения автомагистралей A4 Милан-Венеция, с выездами Верона-Юг и Верона-Запад и А22, с выездом Верона-Север.
Кольцевая дорога, которая делится на:
- Западную Кольцевую Дорогу
- Южную Кольцевую Дорогу
- Восточную Кольцевую Дорогу

Железная дорога
Основной вокзал города Вокзал Верона Порта Нуова (итал. Verona Porta Nuova), который входит в состав 13 крупнейших железнодорожных вокзалов Италии. Ремонтным вокзалом является Вокзал Верона Порта Весково (итал. Verona Porta Vescovo). Напротив вокзала Верона Порта Нуова есть автобусный вокзал, который соединяет большинство городских маршрутов с железнодорожным транспортом.
Городской
Основная компания городского транспорта Вероны — АТВ (итал. Azienda Transporti Verona — Компания транспорта Вероны), которая обслуживает граждан 34 городскими маршрутами. Напротив вокзала Верона Порта Нуова есть автобусный вокзал, который соединяет большинство городских маршрутов с железнодорожным транспортом.
Воздушный
Аэропорт Вероны Валерио Катулло находится вблизи с городом в населённом пункте Виллафранка ди Верона.
- Вокзал Верона-Порта-Нуова
- Аэропорт Вероны Катулло
- Автовокзал

## Печать и другие СМИ
Основная городская ежедневная газета — Л’Арена (итал. L’Arena), которая издаётся с 1866 года, тем самым являясь одним из самых старых изданий Италии. C 2004 года во всей провинции ежедневно публикуется газета Коррьере ди Верона (итал. Corriere di Verona), в качестве местной врезки национального издания Коррьере делла Сера (итал. Corriere della Sera). В Вероне также публикуется журнал Нигриция (итал. Nigrizia), самое давнее итальянское издание про Африку.
Главная радиостанция Вероны — Радио Верона (итал. Radio Verona), созданная в 1975 году.
В Вероне вещают два телеканала: Теленуово (Telenuovo), который был создан в 1979 году и является телеканалом с наибольшей аудиторией в области; второй телеканал — ТелеАрена (TeleArena), тоже созданный в 1979 году.

## Спорт
Футбол
Верона принимала некоторые футбольные матчи во время проведения Чемпионата мира по футболу 1990 года в Италии.
Самый практикуемый спорт в городе — футбол. Основные городские команды Эллас Верона (итал. Hellas Verona, состав которой играет в Чемпионате Италии по футболу (Серия А) и Виртус Верона (лат. Virtus Verona), состав которой играет в итальянской Серии Про. Команда Эллас Верона играет свои домашние игры на стадионе Маркантонио Бентегоди, в то время как команда Виртус Верона проводит свои домашние матчи в Спортивном Центре Марио Гаваньин-Синибальдо Ночини.
С 1929 года по 2021 год также существовал клуб Кьево Верона (итал. Chievo Verona), который в разные годы выступал во всех дивизионах итальянского футбола, однако в 2021 году из-за финансовых проблем был признан банкротом и вначале отправлен в Серию D, а 22 августа 2021 года расформирован.
Активную роль играет и женский футбол: в Женском Чемпионате Италии по футболу (Серия А) играет команда АЖСМ Верона (итал. AGSM Verona).
Волейбол
Самый известный веронский волейбольный клуб — Блу Воллеи Верона (англ. Blu Volley Verona), который играет в высшей лиге итальянского волейбола, в Серии А1.

## Администрация
После местной политической реорганизации в 1993 году Верона управляется Городской Администрацией во главе с мэром, которая заседает в старинном здании Палаццо Барбиери (итал. Palazzo Barbieri). Жители города избирают всех городских депутатов и мэра каждые пять лет. Нынешним мэром города является Дамиано Томмази, который был избран на пост градоначальника 26 июня 2022 г. Верона также является главным городом одноимённой провинции. Провинциальная Администрация заседает во Дворце Правительства (итал. Palazzo del Governo).
Список мэров Вероны с 1946 года:
|  | Мэр                                              |  | Начало срока |  | Конец срока |  | Партия                               |  |
|  | ------------------------------------------------ |  | ------------ |  | ----------- |  | ------------------------------------ |  |
|  | Алдо Федели (Aldo Fedeli)                        |  | 1946         |  | 1951        |  | Итальянская социалистическая партия  |  |
|  | Джованни Уберти (Giovanni Uberti)                |  | 1951         |  | 1956        |  | Христианско-демократическая партия   |  |
|  | Джорджо Цанотто (Giorgio Zanotto)                |  | 1956         |  | 1965        |  | Христианско-демократическая партия   |  |
|  | Ренато Гоцци (Renato Gozzi)                      |  | 1965         |  | 1970        |  | Христианско-демократическая партия   |  |
|  | Карло Делаини (Carlo Delaini)                    |  | 1970         |  | 1975        |  | Христианско-демократическая партия   |  |
|  | Ренато Гоцци (Renato Gozzi)                      |  | 1975         |  | 1980        |  | Христианско-демократическая партия   |  |
|  | Габриэле Сбоарина (Gabriele Sboarina)            |  | 1980         |  | 1990        |  | Христианско-демократическая партия   |  |
|  | Альдо Сала (Aldo Sala)                           |  | 1990         |  | 1993        |  | Христианско-демократическая партия   |  |
|  | Лорэнцо Эрминэро (Lorenzo Erminero)              |  | 1993         |  | 1994        |  | Христианско-демократическая партия   |  |
|  | Микэла Сирони Мариотти (Michela Sironi Mariotti) |  | 1994         |  | 2002        |  | Вперёд, Италия                       |  |
|  | Паоло Цанотто (Paolo Zanotto)                    |  | 2002         |  | 2007        |  | Маргаритка: Демократия — это свобода |  |
|  | Флавио Този (Flavio Tosi)                        |  | 2007         |  | 2017        |  | Лига Севера                          |  |
|  | Федерико Сбоарина (Federico Sboarina)            |  | 2017         |  | 2022        |  | Вперёд, Италия                       |  |
|  | Дамиано Томмази (Damiano Tommasi)                |  | 2022         |  |             |  | Независимый кандидат                 |  |

## Города-побратимы
- Вифлеем, Палестинская автономия
- Детмольд, Германия
- Зальцбург, Австрия
- Карачаевск, Карачаево-Черкесия, Россия
- Кошице, Словакия
- Мешхед, Иран
- Мюнхен, Германия
- Нагахама, Япония
- Ним, Франция
- Пула, Хорватия
- Раанана, Израиль
- Фресно, Калифорния, США